# Isaac Nijhoff
Isaac Nijhoff (Arnhem, 10 december 1754 - aldaar, 27 februari 1823) was een Nederlandse schout en procureur.

## Leven en werk
Nijhoff werd in 1754 te Arnhem geboren als oudste zoon van de boekhandelaar en uitgever Jacob Nijhoff en van Maria Meurs. Hij trouwde in januari 1782 met Anna de Gast, dochter van de uitgever en boekhandelaar Louis de Gast en van Johanna des Millevilles. Nijhoff was procureur te Arnhem en tevens raadslid aldaar. In 1783 werd hij benoemd tot secretaris en verwalter van de heerlijkheid Doorwerth. In 1787 werd hij tevens benoemd tot schout, secretaris en ontvanger van Renkum. Van 1802 tot 1811 was hij schout van Renkum, Doorwerth en Rozendaal. In 1811 werd Rozendaal deel van de gemeente Velp. Toen Rozendaal in 1818 weer verzelfstandigd werd, los van Velp, werd Nijhoff weer benoemd tot schout en secretaris van deze gemeente. Hij vervulde deze functies tot zijn overlijden. Hij overleed in februari 1823 in zijn woonplaats Arnhem op 69-jarige leeftijd.